# 楊志申
楊志申（？—？），字燕夫，臺灣臺灣縣（今台南市）人，居於東安坊，為貢生、候選州同。清代彰化墾戶，曾興建二八圳、快官圳、深圳等水圳。死後誥封中憲大夫，並入祀忠義孝悌祠。

## 生平
楊志申少年時喪父，在家中6兄弟中排行老二，對其母極為孝順。曾於康熙二十四年（1685年）遷移父親的墓地以便讓臺灣府知府蔣毓英興建學宮。蔣毓英十分賞識楊志申，便將其父之墓地改葬，並說：「你時常行孝，因此你的子孫一定會非常偉大。但你必須搬家到遠處，十年之後，就會變得非常富有。」當時半線（今彰化）地區尚未經過開墾，楊志申便前往半線的柴坑仔莊居住，並貸「番田」以便開墾。經過幾年的開墾後逐漸致富，因此引進貓羅溪之水源，開闢二八圳，後又興建快官圳、深圳等水圳。楊志申也曾開墾淡水的佳臘埔、金包里，使楊家成為當地望族，雇用數千名佃農，彰化線東、線西兩堡的田地皆為楊志申所有。雍正元年（1723年）彰化實施縣治，楊志申移居東門街。

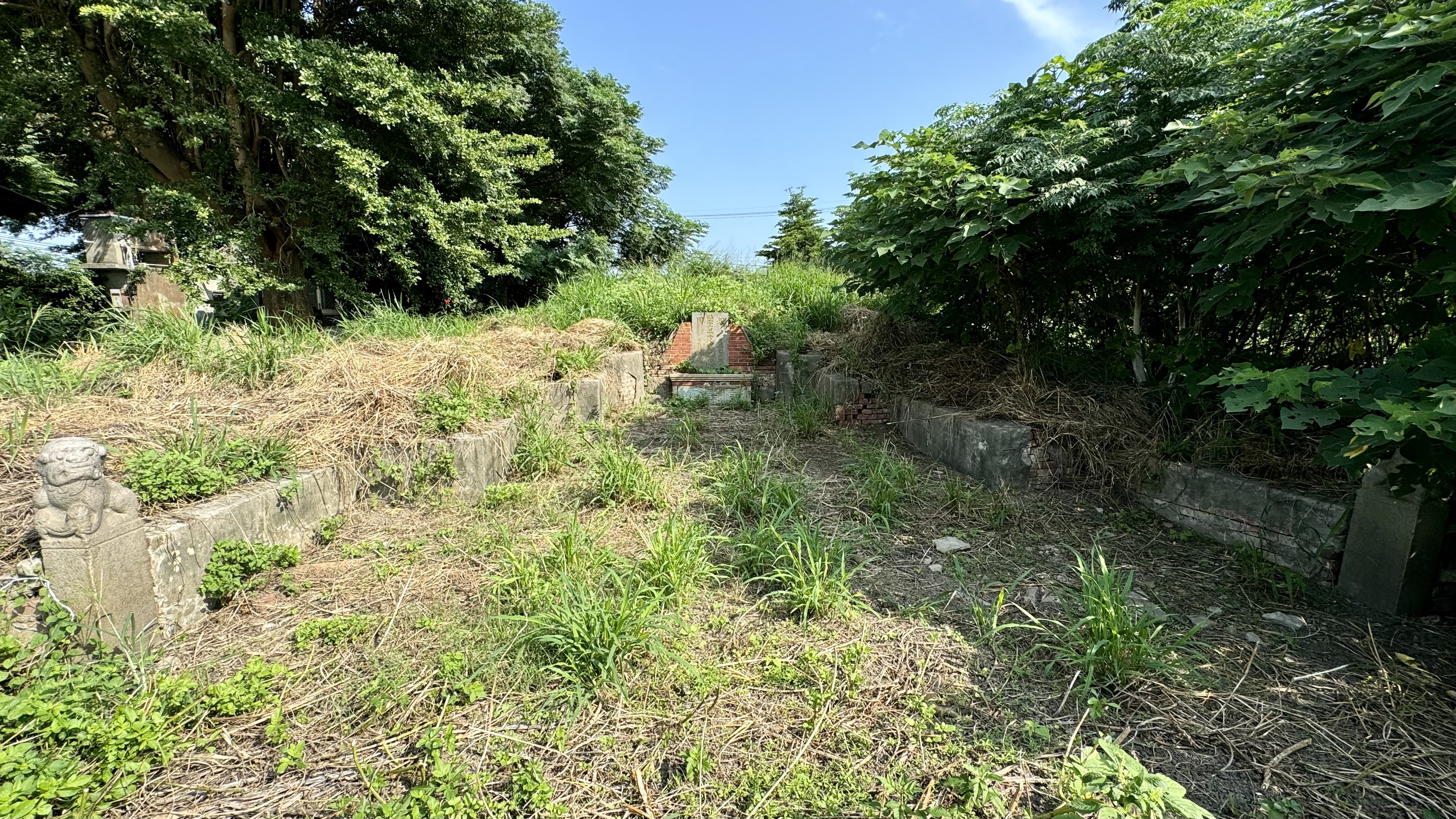
楊志申母親之墓

楊志申曾整治橋梁、修築廟宇、也曾捐獻學田及文廟油燈費用。後因感念文廟油燈等費用無出，答應司訓陳元恕，希望能夠續捐。之後楊志申即患上重病，臨死前命令其子孫「割鳳邑之田百九十有六石」，並說：「聊踐吾言，非為子孫求福應。女曹但能讀書為人，毋負吾志可矣。」之後過世，葬於彰化，死後入祀忠義孝悌祠。以長子楊振文貴，追封中憲大夫。